# Дэвис, Джин (спортсмен)
Ойген Ли «Джин» Дэвис (англ. Eugene Lee «Gene» Davis ); род. 1945, Мизула, Монтана) — американский борец вольного стиля, бронзовый призёр Олимпийских игр, серебряный призёр розыгрыша Кубка мира  .

## Биография
Родился в 1945 году. Первые уроки борьбы взял у брата, который позднее оплатил ему дорогу в борцовский лагерь. Как вспоминал сам борец, который однажды запустил вилами в брата «Я думаю, он сделал это для собственной безопасности». 
Учился в старшей школе Миссулы Missoula County High; в это время стал чемпионом Западной конференции AAU. Во время обучения в Оклахомском университете был третьим на чемпионате США среди студентов по версии NCAA (1965) и чемпионом США (1966) 
В 1971 году занял четвёртое место на чемпионате мира в полулёгком весе. 
В 1972 году на Олимпийских играх выступал в соревнованиях по вольной борьбе в полулёгком весе, выиграв одну и проиграв две встречи, из турнира выбыл
См. таблицу турнира. 
В 1974 и 1975 году становился регулярным чемпионом США по версии AAU. В 1974 году был шестым на чемпионате мира в лёгком весе. В 1976 году стал серебряным призёром розыгрыша Кубка мира в лёгком весе.  
В 1976 году на Олимпийских играх выступал в соревнованиях по вольной борьбе в полулёгком весе, и сумел завоевать бронзовую медаль Олимпийских игр
См. таблицу турнира. 
После игр 1976 года оставил большой спорт и стал тренером. 
В течение 44 лет работал в христианской спортивной организации Athletes-in-Action, в том числе, возглавлял её . 
Живёт в Колорадо-Спрингс. 